# Le Tordu
Le Tordu, aussi traduit L'Homme estropié, L'Estropié, Un estropié et Le Bossu (The Adventure of the Crooked Man en version originale), est l'une des cinquante-six nouvelles d'Arthur Conan Doyle mettant en scène le détective Sherlock Holmes. Elle est parue pour la première fois dans la revue britannique Strand Magazine en juillet 1893, avant d'être regroupée avec d'autres nouvelles dans le recueil Les Mémoires de Sherlock Holmes (The Memoirs of Sherlock Holmes).

## Résumé
Holmes rend visite à Watson tard dans la nuit pour solliciter son aide sur une nouvelle enquête. Holmes explique qu’à Aldershot, le colonel James Barclay du Royal Munsters, un homme apparemment dévoué à sa femme Nancy, est décédé, et Nancy est suspectée de l’avoir assassiné. Le major Murphy, contact de Holmes dans le régiment, décrit Barclay comme un homme parfois vindicatif, sujet à des crises de dépression, et redoutant la solitude nocturne.
La nuit du drame présumé, Nancy avait assisté à une réunion d’église avec son amie, Miss Morrison. À son retour, très agitée, elle demanda du thé à sa domestique. Lorsque celle-ci revint avec la boisson, elle entendit une dispute intense entre les époux, la porte du salon étant verrouillée. Seule Nancy, suffisamment audible, prononça les mots « Lâche, répétait-elle sans cesse, lâche, que faire maintenant ? Lâche, rendez-moi ma liberté. Je ne veux plus respirer le même air que vous ! Lâche, lâche ! », par ailleurs une autre employée l'a attendu prononcer deux fois le prénom « David ». Peu après, des cris retentirent ; le cocher, accourant par les portes-fenêtres ouvertes, trouva Nancy évanouie et le colonel mort, une blessure à la tête. La clé de la pièce manquait, nécessitant l’intervention d’un serrurier. Nancy, temporairement choquée, fut hospitalisée, et Holmes fut invité à enquêter.
Holmes découvre des indices laissant penser qu’un tiers silencieux était présent : une canne oubliée dans la pièce, des empreintes sur la pelouse, et la clé emportée. Il trouve également des traces de pattes d’un animal court sur pattes et long de corps, qui avait essayé de s’en prendre au canari des Barclay. Interrogeant Miss Morrison, Holmes apprend qu'en rentrant, Nancy et elle avaient croisé un homme difforme portant une boîte en bois, qui avait appelé Nancy par son nom, et qu’elle avait interpellé sous le nom de « Henry ». Après une conversation privée, ils s’étaient séparés, bouleversés. Holmes découvre rapidement l'identité de l'homme, Henry Wood, un ancien soldat devenu illusionniste.
Avec Watson comme témoin, Holmes rend visite à Wood, qui raconte son histoire pour disculper Nancy. Trente ans auparavant, Wood et Barclay, alors sergent, servaient dans le Royal Munsters en Inde. Tous deux aimaient Nancy DeVoy, qui aimait Wood mais dont le père préférait Barclay. Lorsque la révolte indienne de 1857 éclata, les Munsters furent coupés de tout secours. Wood se porta volontaire pour aller chercher de l'aide, et Barclay lui fournit des informations pour traverser les lignes ennemies, tout en informant secrètement les insurgés du passage de Wood, espérant ainsi conquérir Nancy. Capturé, Wood découvrit la trahison. Esclave et torturé durant des années, il fut gravement déformé avant de s’échapper, vivant en Inde comme illusionniste, laissant Nancy et ses camarades le croire mort pour qu’ils ne découvrent pas son état. En vieillissant, il regagna l’Angleterre, rongé par la nostalgie de sa patrie et voulant revoir une dernière fois celle qu'il avait aimé. Lorsqu’il croise par hasard Nancy, il ne peut s'empêcher de s'exclamer « Mon Dieu ! c’est Nancy. » et qui le reconnait et qui découvre la trahison de son mari. Après cette rencontre il la suit. Voyant Nancy et Barclay se disputer, Wood entra par les portes-fenêtres pour la défendre, mais Barclay mourut instantanément d’apoplexie en le voyant, se blessant à la tête en tombant. Dans la confusion, le mangouste domestique de Wood, Teddy, s’échappa de sa boîte, et tenta de capturer le canari. Par réflexe, Wood empocha la clé de la porte, récupéra Teddy, puis s'enfuit, craignant d'être accusé de meurtre, laissant son bâton.
Comme Wood, Holmes hésite à exposer un scandale militaire vieux de trente ans. Apprenant que le médecin légiste confirme la mort par apoplexie, il garde pour l'instant le secret de Wood. Watson, intrigué par le mot « David » prononcé par Nancy, demande des éclaircissements. Holmes suppose que Nancy comparait son mari au roi David de la Bible, qui fit tuer Urie pour prendre Bethsabée.

## Adaptations

### À la télévision
En 1984, la nouvelle est adaptée dans la série britannique Sherlock Holmes de la Granada Television avec Jeremy Brett dans le rôle-titre. L'épisode est le cinquième de la série.

### Livre audio en français
- Arthur Conan Doyle, L'Estropié [« The Adventure of the Crooked Man »], Paris, La Compagnie du Savoir, coll. « Les enquêtes de Sherlock Holmes », 2011 (EAN 3661585197454, BNF 42478200)Narrateur : Cyril Deguillen ; support : 1 disque compact audio ; durée : 48 min environ ; référence éditeur : La Compagnie du Savoir CDS080. Le nom du traducteur n'est pas indiqué.